# تساو تساو

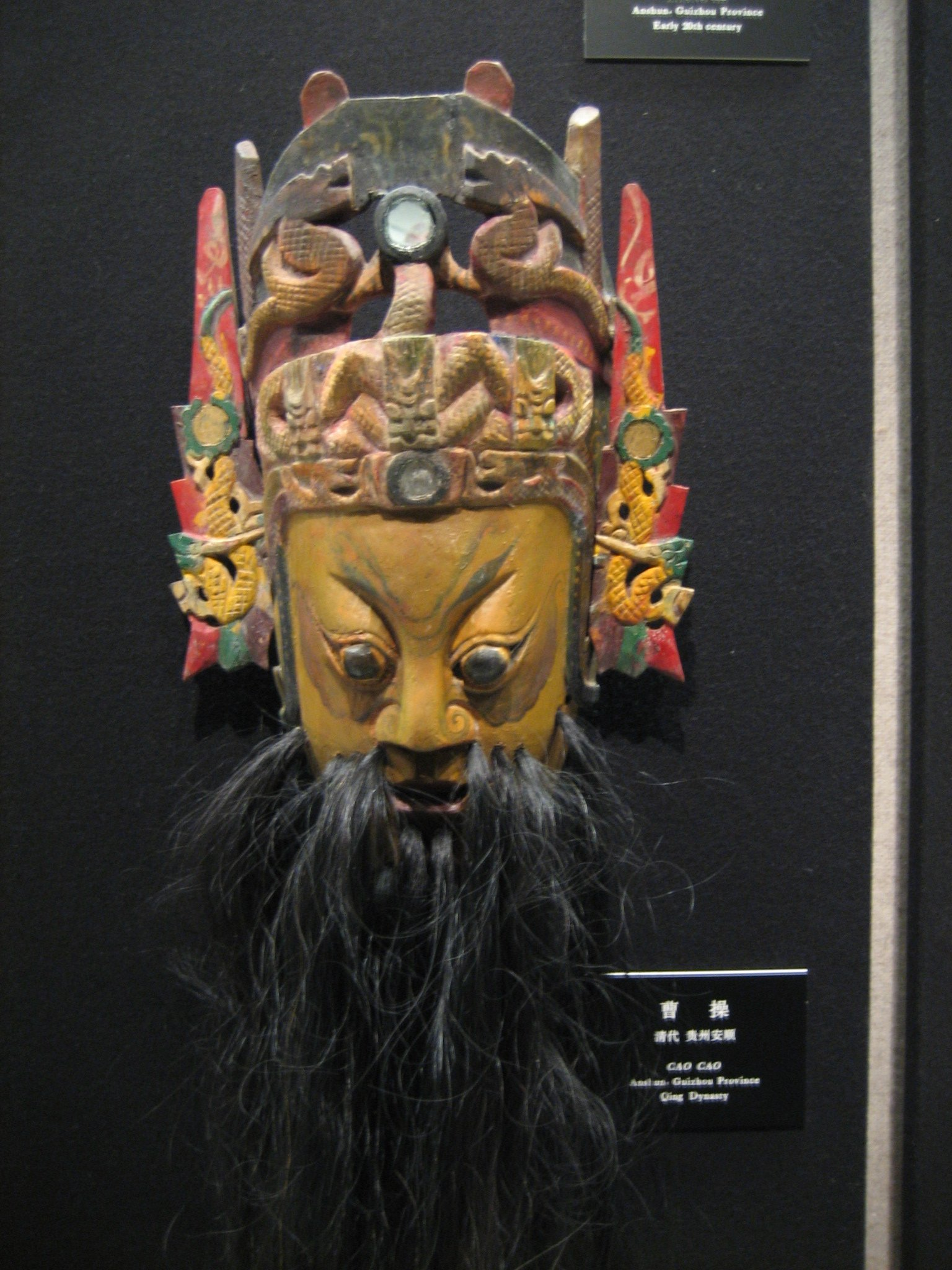
قناع تساو تساو

تساو تساو (يُنطق على النحو التالي: ، بالصينية المبسَّطة: 曹操، وبالصينية التقليدية: 曹操، وبالبينيين: Cáo Cāo، و. 155 م - 15 مارس 220 م)،(أ) بينما اسم المجاملة (أو الرسمي) الخاص به هو مِنغْدِه (بالصينية: 孟德)(ب) هو شخصية بارزة في التاريخ الصيني، عاشت في فترة عصيبة من تاريخ الصين، تحديدًا في أواخر عهد أسرة هان الشرقية (حوالي 155-220 م). يُعدّ تساو تساو من أبرز رجال الدولة والقادة العسكريين والشعراء في تاريخ الصين، وقد صعد إلى السلطة في خضمّ الفوضى والاضطرابات التي عصفت بأسرة هان، ليفرض سيطرته الفعّالة على الحكومة المركزية المتهالكة.
قام تساو تساو بتوحيد شمال الصين وإخماد الفتن والتمردات التي كادت تعصف بالإمبراطورية ولم يكتفِ بذلك، بل وضع أيضًا الأسس المتينة لمملكة وِيّ (曹魏، 220-265 م)، التي أسسها ابنه وخليفته تساو پِي (曹丕) بعد إسقاطه لأسرة هان الشرقية، إيذانًا ببدء حقبة الممالك الثلاث (三國時代، في الفترة 220-280 م) التي شهدت صراعات دامية وتنافسًا محمومًا على السلطة.
منذ حياته، نسجت حول شخصية تساو تساو هالة من الأساطير والحكايات الشعبية، التي ارتكزت على موهبته الفذة وقسوته الشديدة وغرائبه المزعومة. فقد بدأ مسيرته المهنية كموظف متواضع في بلاط هان، وتدرّج في المناصب ليشغل وظائف أمنية رفيعة في العاصمة، وقيادة إقليمية مهمة. وفي غمرة الصراعات على السلطة في التسعينيات من القرن الثاني الميلادي، برز تساو تساو كقوة لا يُستهان بها، حيث نجح في تجنيد أتباع مخلصين، وتشكيل جيش قوي، وتأسيس قاعدة نفوذ في إقليم يَان (بالصينية: 兗州، يغطي أجزاء من مقاطعتي خنان وشاندونغ الحاليتين).
في عام 196 م، استقبل تساو تساو الإمبراطور شيان (بالصينية: 漢獻帝)، الإمبراطور الهانشي الصوري الذي كان أسيرًا لدى أمراء الحرب الآخرين مثل دونگ ژو (بالصينية: 董卓) ولي جيو (بالصينية: 李傕) و گوه سي (بالصينية: 郭汜). وبعد تأسيسه للعاصمة الإمبراطورية الجديدة في مدينة خوتشانگ (بالصينية: 許昌)، وضعت الحكومة المركزية والإمبراطور شيان تحت سيطرته المباشرة، مع الحفاظ على الولاء الاسمي للإمبراطور. وخلال التسعينيات من القرن الثاني الميلادي، خاض تساو تساو حروبًا ضروسًا في وسط الصين ضد أمراء الحرب المنافسين مثل لو بو (بالصينية: 呂布) ويوان شو (بالصينية: 袁術) وژانگ شيو (بالصينية: 張繡)، وتمكن من القضاء عليهم جميعًا.
وبعد انتصاره الساحق على أمير الحرب يوان شاو (بالصينية: 袁紹) في معركة گواندو (بالصينية: 官渡) عام 200 م، أطلق تساو تساو سلسلة من الحملات العسكرية ضد أبناء يوان شاو وحلفائهم على مدى السنوات السبع اللاحقة، وهزمهم ووحد معظم شمال الصين تحت حكمه. وفي عام 208 م، بعد فترة وجيزة من تعيين الإمبراطور شيان له في منصب المستشار الإمبراطوري، شرع في حملة عسكرية للسيطرة على جنوب الصين، لكنه هُزم على يد القوات المتحالفة لأمراء الحرب سون تشوان (بالصينية: 孫權) وليو باي (بالصينية: 劉備) وليو تشي (بالصينية: 劉琦) في معركة الصخور الحمراء الحاسمة (بالصينية: 赤壁之戰).
تظل شخصية تساو تساو محط جدل تاريخي، فبينما يراه البعض قائدًا عبقريًا ومصلحًا سياسيًا ساهم في توحيد الصين وإرساء الاستقرار، يعتبره آخرون طاغية قاسيًا ومخادعًا وخائنًا لأسرة هان. وقد انعكس هذا الانقسام في الآراء في الأدب والثقافة الصينية، حيث صُوّر تساو تساو في كثير من الأحيان كشخصية شريرة ماكرة، في مقابل صورة البطل النبيل التي نُسجت حول شخصية ليو باي. ليبقى تساو تساو أحد أكثر الشخصيات تأثيرًا وإثارة للجدل في تاريخ الصين.

## ترجمة تاريخية
تساو تساو التاريخي (اسمه الحركي مِنغ دي) كان شخصيةً رسميةً في البلاط الإمبراطوري لسلالة الهان. صاو صاو نفسه تقلدَ منصباً في هذا البلاط حتى محاولة انقلابية قام بها الجنرال دونغ جاو أسقطت السلالة. ولم يكن دونغ جاو قادراً على إحكام قبضته على كل الإمبراطورية مما أدى إلى انزلاق الصين في هوية الفوضى والحروب الأهلية. تساو تساو كان طرفاً في تحالف حيكَ ضد سلالة الهان المحكومة أو المُسيطر عليها من قِبلِ دونغ جاو. وقد اكتسبَ تساو تساو شهرةً واسعة عبر الانتصار في معارك عدة ضد الهان، والتي أكسبته فيما بعد لقب «بطل الفوضى» (جياو جيانغ 梟雄).
نتيجةً للفوضى برزَ ساو ساو كحاكمٍ عسكري لشمال الصين، منتصراً في معارك منها معركة غاندو على النهر الأصفر، كما تقلدَ دوراً مؤثراً في شمال الصين بالإضافة إلى لقب السكراتير الإمبرطوري. ولقد بقي آخر أباطرة الهان حاكماً صورياً حتى عام 220 للميلاد حين تنازلَ عنه. ولقد بسطَ تساو تساو سيطرته شمالاً متخطياً سور الصين العظيم إلى شمال كوريا، وجنوباً إلى نهر الهان. ومحاولته بسطَ سيطرته جنوب نهر تشانغ جيانغ ذهبت أدراج الرياح حينما انهزمت قواته أمام وحدات ليو باي (الذي أسس لاحقاً مملكة الشو جنوب غرب الصين) وسون كوان (الذي أسس لاحقاً مملكة الوو جنوب شرق الصين) في معركة الجرف الأحمر البحرية عام 208 للميلاد.
في عام 213 للميلاد، تقلد صاو صاو لقب وي غوانغ (أي دوقُ الوي)، كما أًعطي عشرَ مدنٍ كمقاطعاتٍ تابعةٍ له، عُرفت فيما بعد باسم ولاية الوي. وفي عام 216 للميلاد، رُفي تساو تساو ليَكونَ أميراً للوِي (وي وانغ; 魏王).

## وفاته
توفي تساو تساو في عام 220 للميلاد بسبب ورمٍ دماغي، قُلدَ بعدها لقب وِي وودي (إمبراطور الوي المُقاتل; 魏武帝). ورث أكبر أبنائه الأحياء حينئذ صاو باي موقع أبيه السياسي كسكراتيرٍ إمبراطوري وكذلك لقب ووي وانغ (أمير الوي). وفي غضون عامٍ واحد أسقط العرشَ الإمبراطوري ونصبَ نفسه كأولِ إمبراطورٍ من سلالة الوي - غالباً ما تُدعى بمملكة الوي.

## النقد الأدبي
في حين يوثق تاريخياً أن تساو تساو كان شاعراً وقائداً عبقرياً، يُصور في الأدب الصيني الكلاسيكي كجنرالٍ مخادعٍ ومحتال. وكذلك يُعتبر تساو تساو في رواية غرامية الممالك الثلاثة شخصيةٌ محتالة وشريرة. وهذه التصويرات يُحتمل أنها ناتجة للتفسير الكنفوشيوسي للأحداث حينذاك التي تلومه على فشله في توحيد الصين لأخطاءٍ في شخصيته.
لقب تساو تساو هو مينغ دي

## اقتباسات
- «أُفضل أن أخونَ العالم على أن أتركه يخونني»

-- تساو تساو، غرامية الممالك الثلاثة (تخيلية).

## وصلات خارجية
- تساو تساو على موقع الموسوعة البريطانية (الإنجليزية)
- تساو تساو على موقع إن إن دي بي (الإنجليزية)
- تساو تساو – موسوعة التاريخ القديم (بالإنجليزية)
- أعمال أو نبذة عن تساو تساو على أرشيف الإنترنت
- أعمال تساو تساو في ليبري فوكس

| سبقه لا أحد | أمير واي 213~216 | خلفه هو نفسه كملك واي |

| سبقه هو نفسه كأمير واي | ملك واي 216~220 | خلفه تساو باي |